# Can Safont
Can Safont és una masia de Sant Genís dels Agudells de Barcelona, molt a prop de l'església, inclosa a l'Inventari del Patrimoni Arquitectònic de Catalunya.

## Història
Documentada el segle xiii, al segle xv era propietat de Jaume Safont (Barcelona, 1420-1487), poeta i funcionari de la Diputació del General i del Consell de Cent. El 1787 va ser adquirida per Josep de Rialp i de Solà (Barcelona, 1748-1799), poeta i catedràtic a la Universitat de Cervera. que va fer reconstruir la casa. Aquesta tenia l'única aigua viva de la contrada, la qual cosa va provocar tensions amb Can Brasó i els frares de Sant Jeroni de la Vall d'Hebron. Va tenir molta importància els segles xviii, xix i la primera meitat del xx, ja que era el lloc de referència per a les activitats socials de Sant Genís, i durant molt de temps, gent important de Barcelona hi anava a caçar i anaven a menjar a Can Safont.
Els masovers de la família Brasó van treballar la terra durant més d'un segle, obtenint productes de l'horta i bones collites de blat. El 1979, va morir la darrera propietària, Mercè de Torrescasana i Domènec, i la finca va passar a mans de l'Arquebisbat de Barcelona, que la va cedir a les religioses Misioneras Auxiliares de la Iglesia.

## Descripció
De la masia original del segle xiii no queda res, i la recent restauració ha desfet finestrals gòtics i ha tapiat portals. És un edifici de planta baixa i dos pisos, amb façana a dos carrers, i al costat es conserva l'antiga masoveria, que encara és habitada.